# N847 (België)
De N847 is een gewestweg bij de Belgische plaats Vaux. De 2,5 kilometer lange route verbindt de N30 met de N826 via een toerit naar de A26 E25 toe.